# Jacob Faber (Baumeister)
Jacob Faber (auch Jacopo Fabris; * um 1690 in Venedig; † 17. oder 18. Dezember 1761 in Kopenhagen) war ein deutscher Baumeister und Theatermaler.
Er war der Sohn deutscher in Italien lebender Eltern. Ab 1719 war er Hofmaler in Karlsruhe und später Dekorationsmaler am Hamburger Theater. In Berlin entwarf er als Mitarbeiter von Georg Wenzeslaus von Knobelsdorff die Bühnentechnik und Dekorationen für die Königliche Oper. 1742 ging er nach Kopenhagen. Dort erschien auch 1760 unter dem Namen Jacopo Fabris sein Werk über Theaterbau- und Dekorationen: Instruction in der theatralischen Architectur und Mechanique.